# 組書道

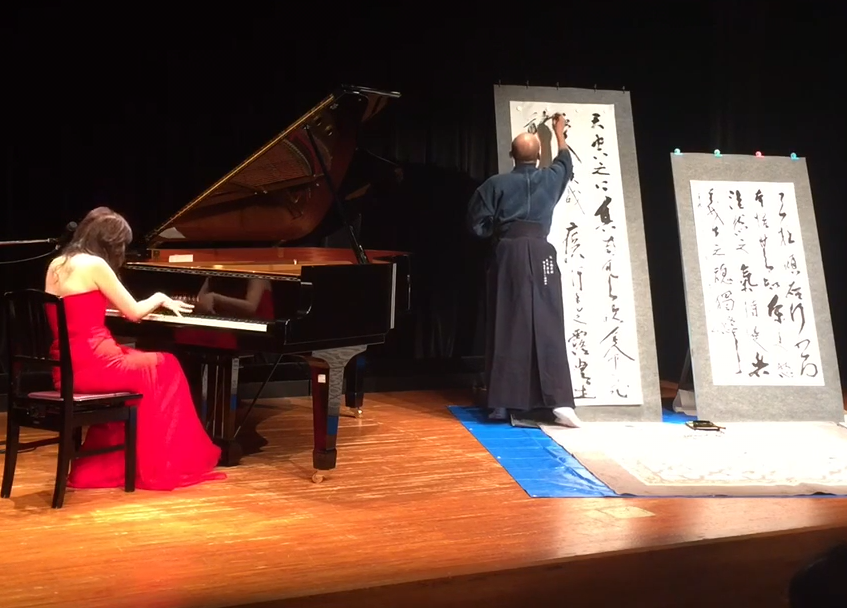
組書道

組書道（くみしょどう）とは書道と伝統芸術を組合せた造形芸術である。書道が音楽や舞踊等と結び付いた舞台芸術を組書道と言う。書道家の天本浩義が2007年に考案。

## 概要

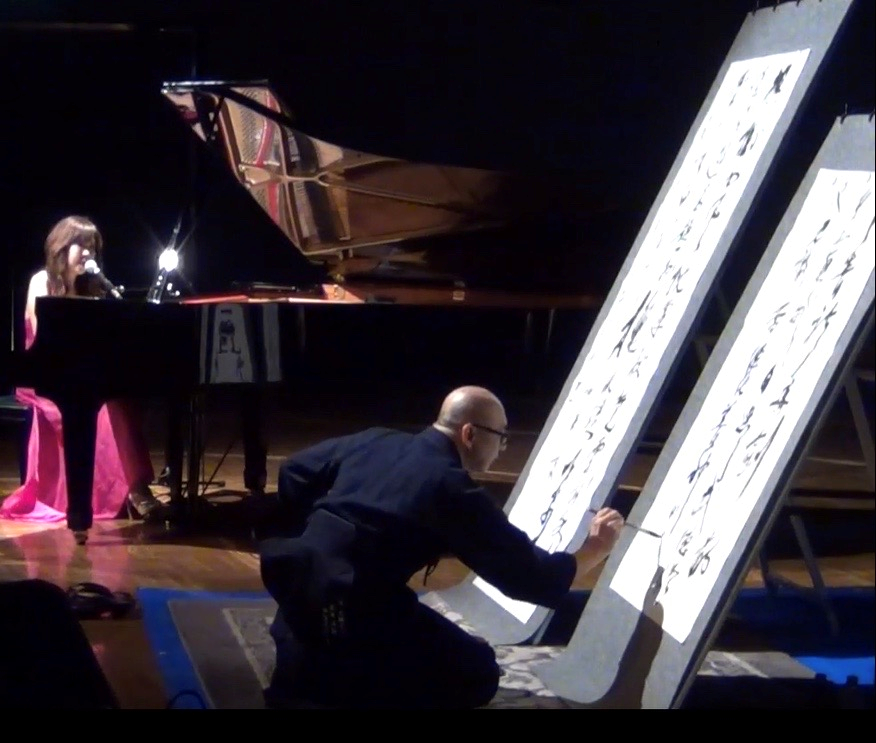
組書道(折敷）

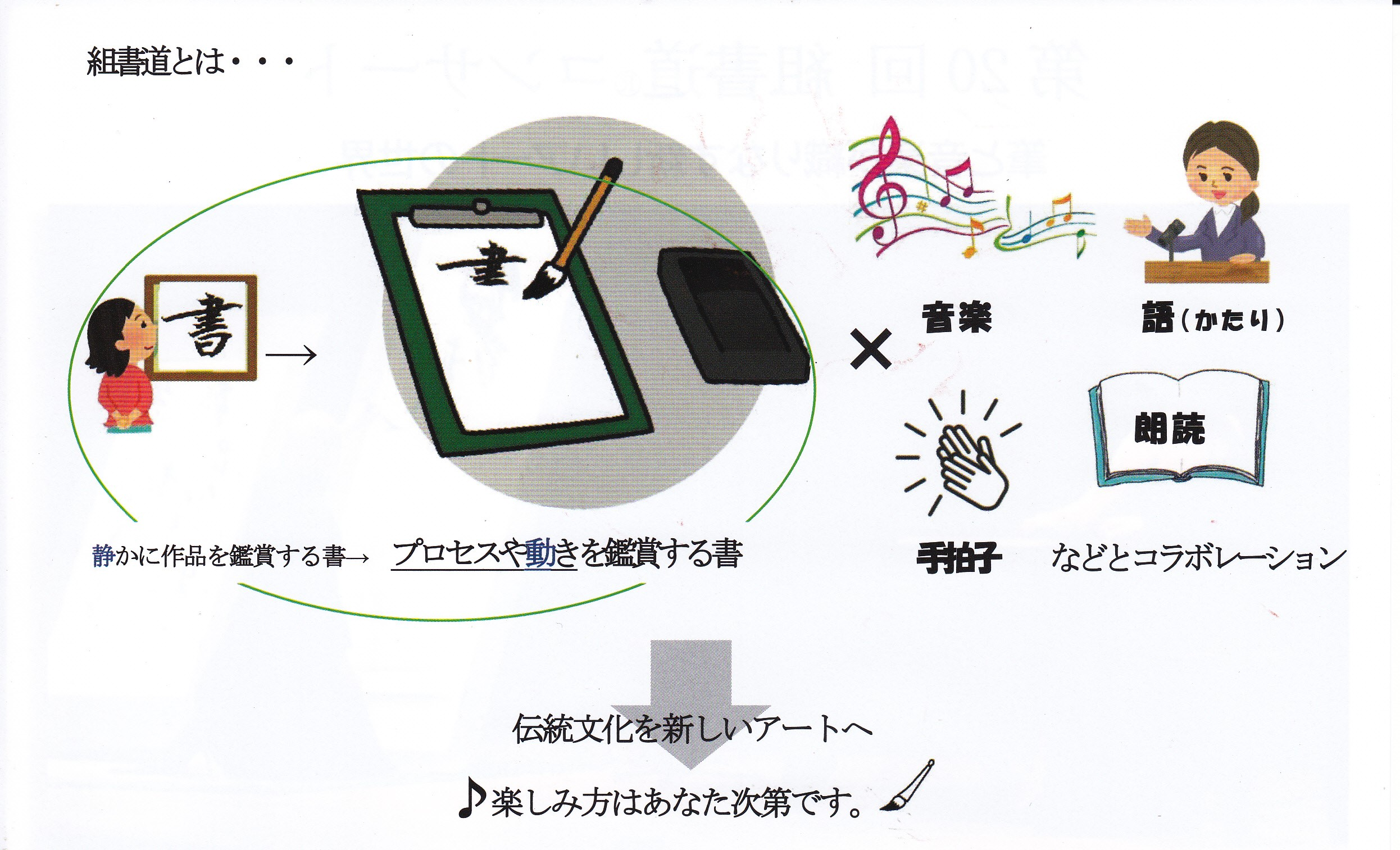

書道家は書を、音楽家は音楽を創作することから、音楽も書道も共に美の創作表現であると捉えて、様々な伝統芸術を組合せて表現する書道を「組書道」と名付けたものである。
組書道の特徴は即興的ピアノ演奏をし、書家が硯で墨を擦り始め、時節に因んだ故事や箴言を音楽から得た情動を力に書に表す。ピアノ演奏と書道を融合するものである。
2015年からは、天本浩義の旧知のピアニストである水上裕子との共演により、水上のピアノ演奏に合わせて天本が筆を走らせる「組書道コンサート」が開催されている。元法務教官でもある天野が、前年の2014年に発生した佐世保女子高生殺害事件の影響を受けて考案したもので、自身の思いを書で表現することにより、子供を事件の加害者や被害者にさせないこと、地域社会で考える機会を作ることが狙いとされている。